# Taidong (socken i Kina, Inre Mongoliet)
Taidong (kinesiska: 太东, 太东乡) är en socken i Kina. Den ligger i den autonoma regionen Inre Mongoliet, i den norra delen av landet, omkring 960 kilometer nordost om regionhuvudstaden Hohhot.
Genomsnittlig årsnederbörd är 785 millimeter. Den regnigaste månaden är juli, med i genomsnitt 159 mm nederbörd, och den torraste är januari, med 4 mm nederbörd.